# Margareta de Babenberg
Margareta de Babenberg, cunoscută și ca Margareta de Austria, (în cehă Markéta Babenberská; n. 1210 – d. 28 octombrie 1266, Castelul Krumau am Kamp) a fost soția regelui romano-german Henric al VII-lea și prima soție a regelui Ottokar al II-lea al Boemiei.

## Biografia
Margareta a fost fiica ducelui Leopold al VI-lea de Babenberg și  a Teodorei Angelina, fiica împăratului bizantin Isaac al II-lea. Fratele ei a fost ducele Frederic al II-lea Certărețul, ultimul Babenberg în linia masculină a familiei. Pe 29 noiembrie 1225 s-a căsătorit la Nürnberg cu regele Henric al VII-lea, fiul împăratului Frederic al II-lea. Margareta a fost încoronată pe 23 martie 1227 la Aachen. După complotul lipsit de succes împotriva tatălui său, Henric a fost închis în 1235 și a murit în 1242. În același an Margareta s-a retras la Mănăstirea călugărițelor dominicane Sf. Katharina din Trier și din 1244 la Mănăstirea dominicană Sf. Markus din Würzburg.
După ce fratele ei, Frederic al II-lea, a murit în Bătălia de la Leitha în 1246, Margareta a încercat să-și impună pretențiile de moștenire privind ducatele Austriei și Stiriei împotriva nepoatei sale Gertruda de Babenberg. Ambele posibile moștenitoare se bazau pe prevederile din Privilegium minus. Papa Inocențiu al IV-lea, chemat să arbitreze conflictul, a decis că Gertruda avea dreptul de a moșteni cele două ducate. Regele Venceslau I al Boemiei a stabilit căsătoria fiului său, Vladislav, cu Gertruda însă acesta a murit în 1247. După cea de-a doua căsătorie a Gertrudei cu margraful Hermann al VI-lea de Baden și moartea acestuia în 1250, a urmat o perioadă în care cele două ducate nu au avut un cârmuitor. Austria și Stiria au fost feude tratate ca proprietate imperială. În timpul domniei ultimului reprezentant al dinastiei Hohenstaufen aceste ducate nu au fost date ca feude.
Nobilimea austriacă a oferit lui Ottokar al II-lea, fiul cel mic al lui Venceslau I, cârmuirea celor două ducate cu condiția prealabilă de a se căsători cu una dintre cele două moștenitoare. Ottokar, în vârstă de 22 de ani, a preferat-o în locul Gertrudei, pe văduva fratelui său, Margareta, în vârstă de 47 de ani, cu care s-a căsătorit pe 11 februarie 1252 în capela castelului din Hainburg. Mireasa avea aceeași vârstă cu socrul ei, regele Venceslau I. În 1245 împăratul Frederic al II-lea a reconfirmat privilegiile stabilite prin Privilegium minus, care permiteau moștenirea în linie feminină astfel că Margareta a primit cele două ducate, Austria și Stiria. Papa Inocențiu al IV-lea, care anterior a schimbat de mai multe ori partea de care se afla între Gertruda și Margareta, a confirmat preluarea legală a celor două ducate pe 6 mai 1252. Într-un certificat emis pe 16 iunie 1252, Margareta apare ca „Romanorum (quondam) regina” și pentru prima dată ca „ducissa Austrie et Stirie ac marchionissa”. Într-un document din 1260 titlul ei este „domina regni Bohemie”.
Margareta nu mai putea avea copii. Ottokar a încercat prin intermediul papei să-l legitimeze ca succesor legal pe fiul său nelegitim, avut cu  slujnica personală a Margaretei. Papa l-a refuzat, iar Ottokar s-a separat de Margareta în 1261. Ea s-a retras la Krumau, petrecând iernile la Krems. Margareta a confirmat privilegiile acordate de fratele ei, Frederic, și de regele Conrad al IV-lea așezărilor din districtul Pölla-Krumau adăugând acestora și libertatea tribunalului regional (que nostre iurisdictioni subiacent per omnes terminos de Polan quibus speciali iure dominamur). Ca urmare doar faptele care se pedepseau cu moartea urmau să fie predate de funcționarii mănăstirii, curții regionale de judecată.

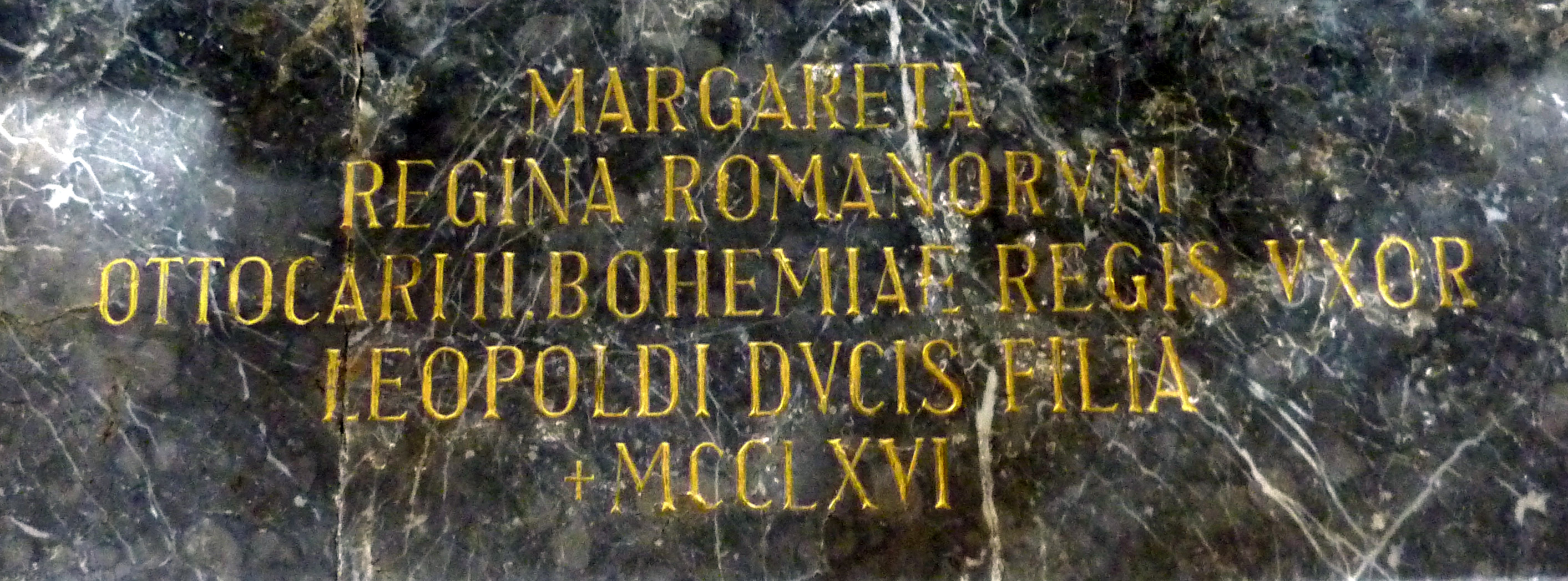
Inscripție funerară în Mănăstirea Lilienfeld

După despărțirea de Ottokar ea s-a numit „Romanorum quondam regina”, dar a păstrat titlul de „ducissa Austrie et Stirie”. În 1266 Margareta a apărut în documente ca „quondam filia Livpoldi illustris ducis Austrie et Stirie et Romanorum regina” cu referire la tatăl ei. Ultimul document existent emis de Margareta provine tot din acest an și reprezintă un act de donație prin care mănăstirea Lilienfeld primea satul Grafenberg din parohia Eggenburg⁠(d). 
Margareta de Babenberg a murit pe 28 octombrie 1266 la Krumau și a fost înmormântată în biserica Mănăstirii Lilienfeld lângă tatăl ei, ctitorul mănăstirii.